# 徐洵
徐洵（1934年10月11日—），福建建瓯人，中国海洋环境生物工程专家。1957年毕业于中国医科大学。1999年当选为中国工程院院士。